# Sycophila macrospermae
Sycophila macrospermae (лат.) — вид наездников рода Sycophila из семейства Eurytomidae (Chalcidoidea). Встречается в Африке (Гвинея и Камерун). Видовое название macrospermae связано с именем подвида растения-хозяина, Ficus sansibarica subsp. macrosperma.

## Описание
Мелкие наездники, длина 4,09—6,35 мм. Тело в основном желтовато-коричневое. Самка этого вида похожа на S. kestraneura, но имеет следующие диагностические признаки. Членики жгутика усика в 2 раза длиннее своей ширины. Мезоскутум поперечно бороздчатый в передней части и пупковидный в задней. Проподеум без срединного киля и с гладкой срединной полосой, с боковыми рядами ареол, достигающими не более половины длины проподеума. Переднее крыло с pmv относительно коротким, короче mv. Петиоль длиннее своей ширины в дорсальном направлении, присутствует вентральный поперечный киль между петиолем и стернитом St1.